# Geoingeniería
La geoingeniería, ingeniería climática o intervención climática es la modificación deliberada y a gran escala del clima terrestre para limitar o revertir  el calentamiento global.
Se ha investigado como una posible respuesta al calentamiento global, por ejemplo, por la NASA y la Royal Society. Las técnicas bajo investigación generalmente pertenecen a las categorías de gestión de la radiación solar y reducción del dióxido de carbono, aunque se han sugerido varias otras estrategias. Un estudio de 2014 investigó los métodos de ingeniería climática más comunes y llegó a la conclusión de que o son ineficaces o tienen efectos secundarios potencialmente graves y no se pueden detener sin causar un rápido cambio climático.

## Estrategias propuestas
Se han propuesto diversas estrategias para llevar a cabo el propósito de la geoingeniería. Se pueden resumir en dos grandes categorías: gestión de la radiación solar y reducción del dióxido de carbono.

### Gestión de la radiación solar (GRS)[9]
- Aumento del albedo: incremento de la capacidad de reflexión (física) global, ya sea por medio de modificaciones a las nubes,[10] la superficie marina[11] o la terrestre,[12] utilizando técnicas como la siembra de nubes.
- Aerosoles estratosféricos: mediante introducción de compuestos sulfúricos como el anhídrido sulfúrico (SO3) y el ácido sulfúrico (H2SO4), para reducir la radiación solar que alcanza a la superficie terrestre.[13] Otros compuestos considerados son el sesquióxido de aluminio o alúmina (Al2O3) y el titanato de bario (BaTiO3)[14]

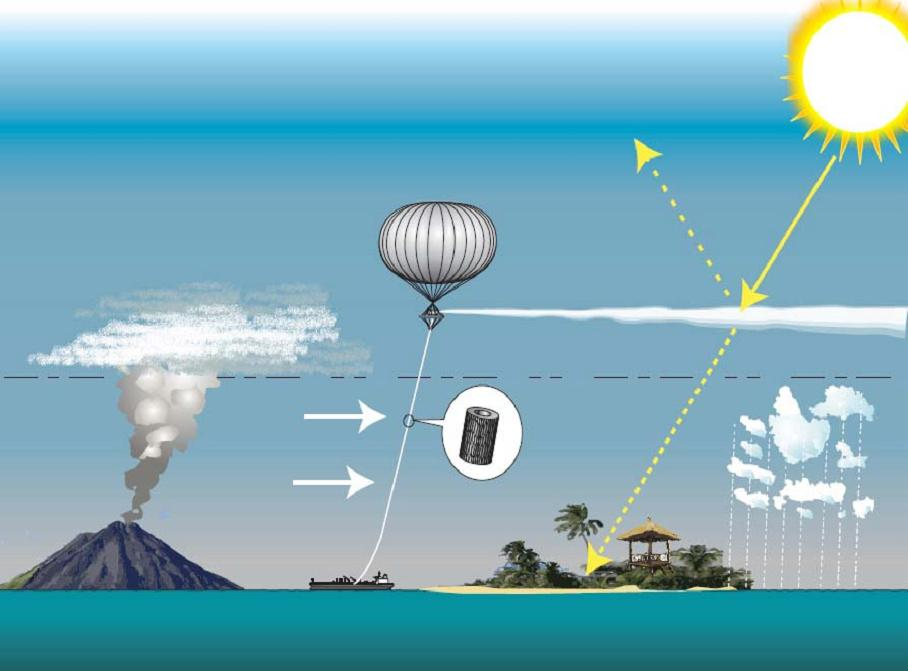
Geoingeniería solar propuesta utilizando un globo atado para inyectar aerosoles de sulfato en la estratosfera.

- Reflectores basados en el espacio exterior: idea puramente teórica que propone uso de escudos, espejos o prismas para reducir la cantidad de luz solar que llega a la superficie terrestre.[15]

### Reducción del dióxido de carbono
Las técnicas para la  reducción del dióxido de carbono (RDC) están enfocadas a eliminar los gases en la atmósfera que contribuyen al efecto invernadero. Estos métodos incluyen técnicas que reducen directamente dichos gases de la atmósfera, así como técnicas que están enfocadas a reducirlo indirectamente mediante el fomento de técnicas naturales que lleven a cabo dicho proceso (por ejemplo, plantación de árboles). Entre estas técnicas se encuentran:
- Aforestación: plantación de nuevos bosques en tierras donde históricamente no los ha habido.[17]
- Biocarbón (biochar): tipo de carbón producido al quemar materiales orgánicos en ambientes con bajo oxígeno (pirólisis).[18] Además del CO2, está demostrado que el biocarbón también contribuye a la reducción del N2O.[19]
- Bioenergía con captura y almacenamiento de carbono: hacer crecer biomasa para luego quemarla, a fin de crear energía con captura y almacenamiento del dióxido de carbono (CO2) emitido.[20]
- Captura directa de CO2 atmosférico: usando máquinas que pueden extraer el dióxido de carbono directamente del ambiente.[21]
- Fertilización oceánica con hierro u otros nutrientes: agregado de nutrimentos al océano para propiciar un crecimiento intensivo del fitoplancton, que mediante fotosíntesis extrae el CO2 atmosférico, y así, al morir estos organismos, llevarían consigo este contaminante al fondo del mar.[22]

En los plazos corto y largo, estos métodos varían por su efectividad y por los efectos adversos potenciales, incluidos ecológicos y otros aún ignotos, que cada técnica pueda causar en el ambiente.

## Gobernanza
El concepto de geoingeniería abre diversos debates acerca de las implicaciones políticas y económicas que acarrearía su puesta en marcha.
Existe una falta de consenso acerca de si la geoingeniería se debería llevar a cabo o no. Científicos de la Universidad de Oxford han propuesto una serie de principios que deberían guiar la práctica investigadora sobre geoingeniería, que se resumen en:
- Principio 1: La geoingeniería debe ser regulada como un bien público.
- Principio 2: Debe haber participación pública en la toma de decisiones acerca de la geoingeniería.
- Principio 3: Divulgación de la investigación sobre geoingeniería y acceso libre a las publicaciones.
- Principio 4: Asesoramiento independiente sobre el impacto.
- Principio 5: Regulación antes de su implementación.

## Argumentos en contra de la geoingeniería
Posible incremento de la acidificación del océano, como consecuencia de:
- La lluvia ácida,[24] agravada por las inyecciones estratosféricas, especialmente de azufre.[25]
- El sumidero de carbono, causado por hundimiento del fitoplancton, podría causar acidificación en el océano profundo.[26]
- Las técnicas de GRS, que no reducen el CO2. Por lo tanto continuaría el incremento de la acidificación oceánica.[27]

Destrucción de la capa de ozono
- Los aerosoles sulfúricos y el enfriamiento de la estratosfera contribuyen a la destrucción de la capa de ozono.[29]

Efectos ecológicos y biodiversidad
- La cantidad de luz solar y la cantidad y la calidad de agua disponible afectan la producción vegetal. La GRS propicia un tipo de oscurecimiento global. Hasta el momento no existe consenso entre los científicos en cuanto a los efectos negativos o positivos de la "difusión" de la luz solar en los procesos de fotosíntesis.[34]

Disrupción del ciclo hidrológico
- En un gran porcentaje de la Tierra, la GRS podría causar sequías,[36] ya que mayor contenido de aerosoles sulfúricos y reducción en la radiación solar disminuyen las precipitaciones pluviales.[37][38]